# Tempestade tropical Beatriz (2005)
A primeira tempestade tropical formada no Pacífico leste desde a Tempestade Carlos em junho de 2003. Beatriz se formou na costa do México em 21 de junho de 2005 com ventos de 50 mph (80 km/h) classificada como tempestade tropical pela Escala de Furacões de Saffir-Simpson em 23 de junho. Lentamente se moveu a oeste e dissipou-se em 24 de junho a 290 milhas do Cabo de São Lucas, México, nunca tendo ameaçado terra.